# NK Bravo
NK Bravo is een Sloveense voetbalclub uit Ljubljana.

## Geschiedenis
De club werd in 2006 opgericht. Bij de oprichting van de club lag de nadruk vooral op jeugdwerking in samenwerking met de stad Ljubljana. Pas vanaf het seizoen 2012/13 werd er met een eerste elftal gestart op het vijfde niveau (regionale Sloveense reeks). In het seizoen 2014/15 wist men te promoveren naar het vierde niveau. Opnieuw twee seizoenen later wist men te promoveren naar het derde niveau. Opnieuw twee seizoenen later promoveerde men naar het tweede niveau. In het seizoen 2018/19 behaalde men daar de eerste plaats met 69 punten en verzekerde men zo de promotie naar de 1. slovenska nogometna liga. Enkele seizoenen later werd op dat hoogste niveau in 2024 voor het eerst Europees voetbal behaald. In de tweede voorronde van de UEFA Conference League bleek het Bosnische HŠK Zrinjski Mostar over twee wedstrijden te sterk voor de Sloveense club.

## Erelijst
2. slovenska nogometna liga
2019

## Eindklasseringen vanaf 2014
| 1 |

| 1 |

| 2 |

| 1 |

| 5 |

| 1 |

| 6 |

| 5 |

| 5 |

| 8 |

| 4 |

| 5 |

| Prva Liga | 2.SNL | 3.SNL | Reg. Niv. 4 |

## In Europa
Uitslagen vanuit gezichtspunt NK Bravo
| Seizoen                                                    | Competitie        | Ronde | Land                           | Club                 | Totaalscore | 1e W    | 2e W       | PUC |
| ---------------------------------------------------------- | ----------------- | ----- | ------------------------------ | -------------------- | ----------- | ------- | ---------- | --- |
| 2024/25                                                    | Conference League | 1Q    | Vlag van Wales                 | Connah's Quay Nomads | 2-1         | 0-1 (T) | 2-0 nv (U) | 2.0 |
|                                                            |                   | 2Q    | Vlag van Bosnië en Herzegovina | HŠK Zrinjski Mostar  | 2-3         | 1-0 (U) | 1-3 (T)    | 2.0 |
| Totaal aantal behaalde punten voor UEFA-coëfficiënten: 2.0 |                   |       |                                |                      |             |         |            |     |

Zie ook:
- Deelnemers UEFA-toernooien Slovenië
- Ranglijst van alle clubs die in de diverse Europa Cups zijn uitgekomen

## Trainer-coaches
- Dejan Grabic (2017–2023)
- Aleš Arnol (2023-....)